# 妙向尼

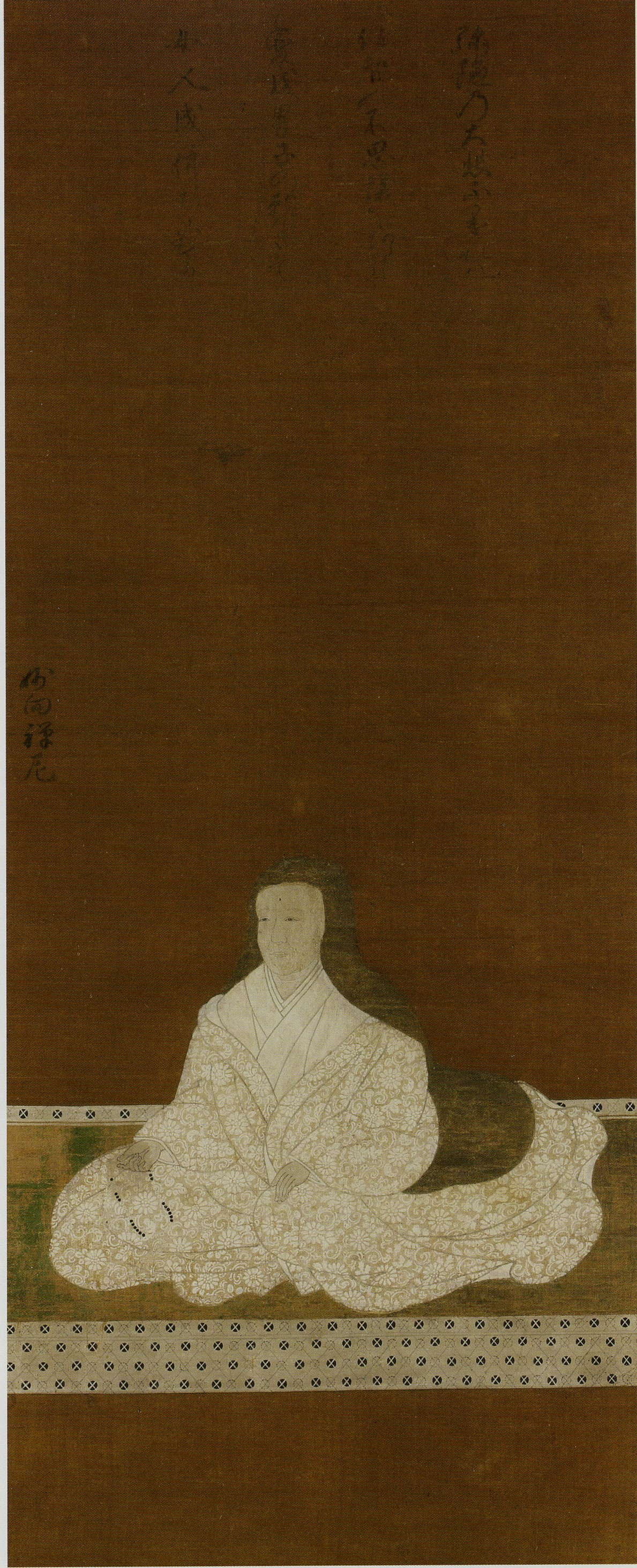
妙向尼

妙向尼（みょうこうに、大永4年（1524年） - 慶長元年8月2日（1596年9月23日））は、戦国時代の女性。名は営（えい）とも。林通安の娘で、森可成の妻となり、長可・成利（蘭丸）らの母となった。兄に林為忠。

## 生涯
森三左衛門可成と結婚し、数多くの子をなす。
慶長元年（1596年）、金山城にて死去。戒名は勝壽院殿釋妙向禅尼。

## 系譜
- 夫：森可成
- 子
  - 可隆
  - 長可
  - 成利（蘭丸）
  - 長隆（坊丸）
  - 長氏（力丸）
  - 忠政
  - 碧松院（関成政室）
  - 娘（青木秀重室）
  - うめ（木下勝俊室）